# سيدني ويلسون
سيدني ويلسون (بالإنجليزية: Sydney Wilson)‏ هو لاعب سنوكر بريطاني، ولد في 6 أبريل 1990 في ساوثند أون سي في المملكة المتحدة.